# Chlorophytum inornatum
Chlorophytum inornatum är en sparrisväxtart som beskrevs av Ker Gawl. Chlorophytum inornatum ingår i släktet ampelliljor, och familjen sparrisväxter. Inga underarter finns listade i Catalogue of Life.